# Kerguelenpetrell

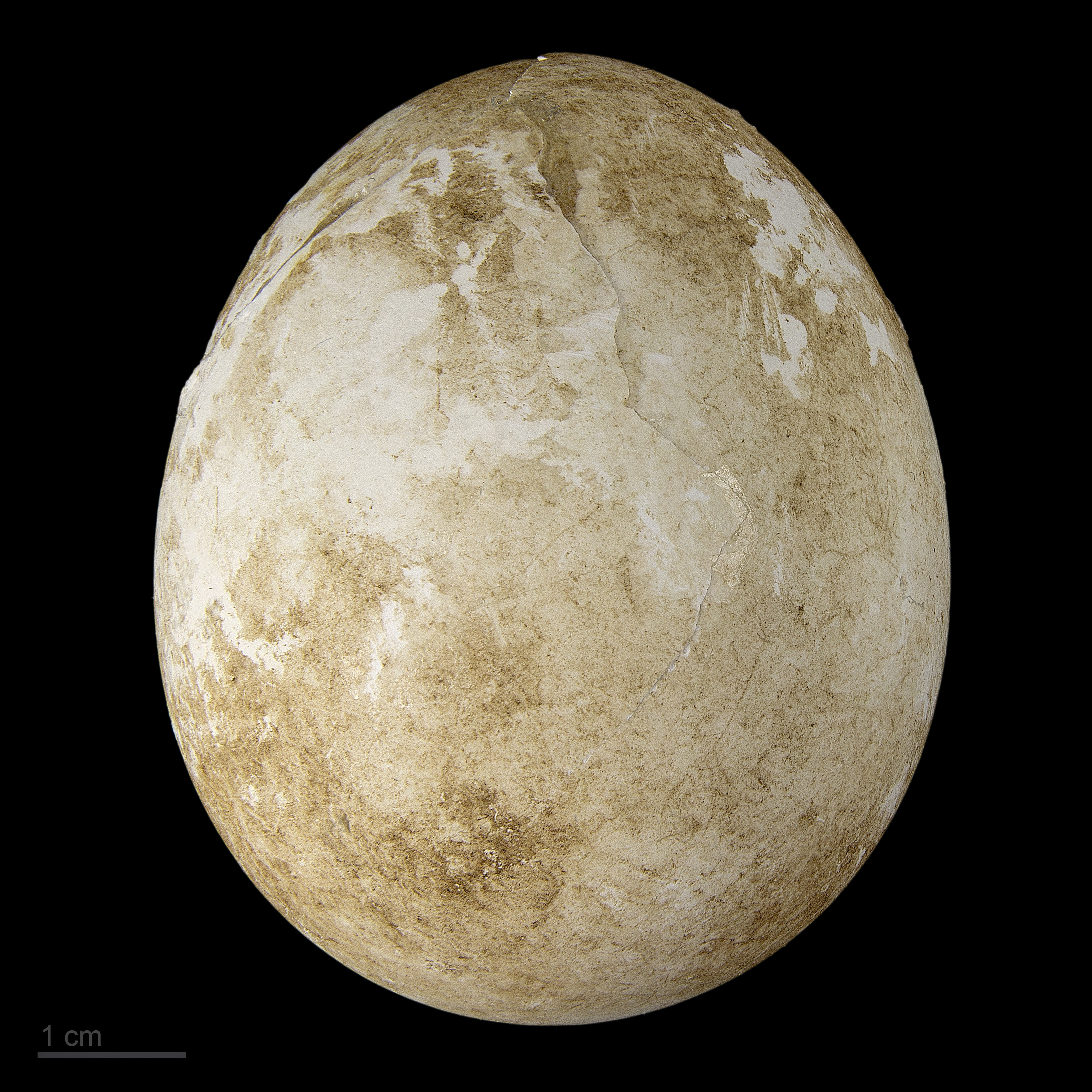
Aphrodroma brevirostris

Kerguelenpetrell (Aphrodroma brevirostris) är en liten mörk säregen havsfågel inom familjen liror i ordningen stormfåglar.

## Utseende
Kerguelenpetrellen är relativt liten (33–36 centimeter lång) och kraftig fågel med stort huvud och liten näbb. Den är enfärgat skiffergrå, med något mörkare ögontrakt, hätta, tertialerna samt innersta större och mellersta täckarna. Ögat är mörkbrunt, näbben svart och fötterna gråsvarta till grårosa. Könen är lika.

## Taxonomi
Arten har beskrivits som ett taxonomiskt dilemma. Den placerades länge i släktet Pterodroma innan den 1942 placerades i det egna släktet Lugensa. Olson (2000) föreslår däremot att arten bör placeras i det egna släktet Aphrodroma., vilket fått genomslag bland de flesta auktoriteter. Placeringen i ett eget släkte accepterades mer generellt först 1985 baserat på forskning av Imber och senare forskning har stött detta. Dess systematiska placering inom familjen är dock fortfarande under diskussion. När den först togs ut ur släktet Pterodroma föreslogs det att den var närmast besläktad med gruppen fulmaruspetreller men Nunn & Stanley (1998) placerade den istället i gruppen med liror och som närmast besläktad med släktet Bulweria.

## Häckning
Kerguelenpetrell häckar i kolonier på avlägsna öar ute till havs och det finns kolonier på Gough Island i Atlanten, och på Marion Island på Prins Edwardöarna, Crozetöarna och Kerguelen i Indiska oceanen. Den besöker dessa kolonier om natten och häckar i hålor i marken som grävs ut i fuktig jord. Öppningen till dessa bohålor är oftast placerad i lä från de förhärskande vindarna. Ett enda ägg läggs per häckningssäsong och ägget är ovanligt sfäriskt för att vara från en stormfågel. Ägget ruvas av båda föräldrar i genomsnitt 49 dagar och ungen är flygg efter 60 dagar.

## Status och hot
Arten har ett stort utbredningsområde och en stor population med stabil utveckling och som inte tros vara utsatt för något substantiellt hot. Utifrån dessa kriterier kategoriserar internationella naturvårdsunionen IUCN arten som livskraftig (LC). 2004 uppskattades värdspopulationen till omkring en miljon individer.